# Jan Elle
Jan Elle (født 1. april 1952) er en dansk skuespiller.
Elle er uddannet fra Statens Teaterskole i 1983.

## Filmografi
- Isfugle (1983)
- Drengen der forsvandt (1984)
- Idioterne (1998)
- Opbrud (2005)

### Tv-serier
- TAXA (1997-1999)
- Forbrydelsen II (2009)